# Polycyrtus maculatus
Polycyrtus maculatus là một loài tò vò trong họ Ichneumonidae.